# Sayyid Salar Masud
Sayyid Salar Masud conegut també com a Ghazi Miyan, fou un suposat príncep gaznèvida, heroi i màrtir llegendari a l'Índia musulmana.
És considerat tradicionalment fill d'una germana de Mahmud de Ghazna. Hauria nascut a Ajmer vers 1014 i hauria mort en batalla als 19 anys. La seva suposada tomba és a Bharaich, i té gran veneració. Dos sultans (Muhàmmad ibn Tughluq i Firuz Xah Tughluq) la van visitar. El mite es va desenvolupar al segle xvii en el Mirat-i Masudi, un romanç heroic. El seu culte està estès a Bengala, Bangladesh i Panjab. La seva activitat militar és desconeguda però se l'esmenta fent conquestes pels musulmans principalment a l'Uttar Pradesh.